# 贵吉祥
贵吉祥（？—？）籍贯不详，元朝初年汉传佛教僧人。

## 生平
贵吉祥是元朝初年的僧人。贵吉祥的“贵”字应是其法名的后一字，“吉祥”为元朝官方赠佛教僧人的称号，全称“吉祥荣禄大夫”，可见贵吉祥曾受元朝官方礼遇。念常《佛祖历代通载》卷二十一记载，贵吉祥曾经为祥迈《辨伪录》作序，序中自称“大云峰住持袭祖沙门雪溪野老贵吉祥”。“大云峰”即云峰禅寺，位于大都，如今北京市密云县有大云峰禅寺，或为元朝道者山之云峰禅寺。《辨伪录》著者祥迈也是云峰禅寺僧人，被尊称为“迈吉祥”。贵吉祥在《辨伪录》序中记述了祥迈的生平，这是由于二人同住云峰禅寺，故相互了解。序中还提及“至元十八年十月二十日，复钦奉先皇帝圣旨，勅令天下伪经一时焚尽”，故此序应作于至元十八年（1281年）后，当时贵吉祥尚在道者山云峰禅寺。从贵吉祥为《辨伪录》作序，可知贵吉祥也曾参与元朝初年的佛道论争，帮祥迈批驳道教全真派道士丘处机及其弟子李志常、史志经、令狐璋等人对佛教的攻击。
元朝至元年间，贵吉祥创建法王寺，并任住持。该寺曾有贵吉祥立的碑记。